# ハッツ作戦
ハッツ作戦 (Operation Hats) は、第二次世界大戦中の1940年8月から9月に地中海で実行されたイギリス軍の作戦。この作戦では地中海艦隊への増援がジブラルタルから地中海を通って送られ、アレクサンドリアからはマルタへの補給物資を乗せたMF2船団が出航したほか、サルデーニャ島カリャリに対する空爆などが行われた。これらと同時に戦車を運ぶ船団も地中海を通ってエジプトへ向かわせることが考えられたが、この船団は喜望峰周りへと変更された。
地中海艦隊への増援は戦艦「ヴァリアント」、航空母艦「イラストリアス」、防空巡洋艦「カルカッタ」、「コヴェントリー」、駆逐艦「ヌビアン」、「モホーク」、「ヒーロー」、「ジェイナス」であった。これに駆逐艦「ギャラント」、「グリフィン」、「グレイハウンド」、「ホットスパー」が加わったF部隊と、巡洋戦艦「レナウン」、航空母艦「アーク・ロイヤル」、軽巡洋艦「シェフィールド」、駆逐艦「フォークナー」、「フォーチュン」、「フュリー」、「フォアサイト」、「ファイアドレイク」、「フォレスター」、「エンカウンター」、「ウィシャート」、「ヴェロックス」からなるH部隊がジェームズ・サマヴィルに指揮され1940年8月30日にジブラルタルから出撃した。
31日21時50分、バレアレス諸島の北で電波発信することでイタリア軍に艦隊の位置を誤認させることなどを目的としてW部隊（駆逐艦「ウィシャート」、「ヴェロックス」）が分派された（スクォーク作戦 Operation Squawk）。9月1日、アーク・ロイヤルから9機のソードフィッシュが発進し、カリャリを攻撃した。損害は無く、ソードフィッシュは全機帰還した。同日夕方、スケルキバンク北東で、マルタへ向かうF部隊とジブラルタルへ戻るH部隊は分かれた。9月2日、再びアーク・ロイヤルのソードフィッシュ9機によるカリャリ攻撃がおこなわれたが、霧のため不成功に終わった。ソードフィッシュに損害は無かった。H部隊は9月3日11時にジブラルタルに帰投した。
一方、地中海東部では8月29日にアンドルー・カニンガムが指揮する地中海艦隊の戦艦「ウォースパイト」、「マレーヤ」、航空母艦「イーグル」、重巡洋艦「ケント」、軽巡洋艦「グロスター」、「リヴァプール」、「オライオン」、「シドニー」、駆逐艦12隻と、プラムリーフ (Plumleaf)、ヴォロ (Volo)、コーンウォール (Cornwall) の3隻からなるMF2船団、その護衛の駆逐艦「ジェーヴィス」、「ジュノー」、「デインティ」、「ダイアモンド」が出撃した。8月31日、船団が爆撃を受け、貨物船「コーンウォール」が被弾損傷した。9月2日、船団の3隻の船とその護衛の駆逐艦がマルタに到着した。同日、カニンガムの艦隊はマルタ南西沖でF部隊と出会った。マルタへの物資を載せていた「ヴァリアント」、「カルカッタ」、「コヴェントリー」と燃料補給の必要のある駆逐艦はマルタへ入港し、他はマルタ周辺に留まった。この間、「イーグル」などが爆撃を受けたが損害は無かった。
F部隊と合流した地中海艦隊のアレクサンドリアへの帰路にはドデカネス諸島への攻撃がおこなわれた。艦隊はE部隊（「マレーヤ」、「イーグル」、「コヴェントリー」、巡洋艦3隻、駆逐艦8隻）、I部隊（「ウォースパイト」、「ヴァリアント」、「イラストリアス」、「カルカッタ」、巡洋艦2隻、駆逐艦9隻）に分けられた。さらにE部隊から第3巡洋艦戦隊（「ケント」、「グロスター」、「リバプール」）駆逐艦「ヌビアン」、「モホーク」が船団護衛にために分離された。また、I部隊から第7巡洋艦戦隊（「オライオン」、「シドニー」）、駆逐艦「アイレックス」、「デコイ」が別れ、9月4日にドデカネス諸島のスカルパント島を攻撃した。この際、アイレックスとデコイがイタリアの魚雷艇MAS536、MAS537と交戦し、MAS537を沈めた。同日、イーグルとイラストリアス搭載機によりロドス島空襲が行われた。艦隊は9月5日にアレクサンドリアに到着し、船団護衛に向かった艦艇も船団と共に9月6日にアレクサンドリアに着いた。
地中海艦隊の出撃に対して、作戦中の8月31日にイタリア軍が戦艦5隻、巡洋艦13隻、駆逐艦39隻からなる艦隊を出撃させた。これはイーグル搭載機によって発見されたが、カニンガムはイタリア艦隊に向かおうとはしなかった。翌日、イタリア側は荒天によって航空機による偵察が妨げられたためイギリス艦隊の情報を得られず、また駆逐艦が給油が必要となるだろうことから午後には全艦艇に帰投が命じられた。駆逐艦の多くは嵐で被害を受けていた。イタリア側は地中海艦隊への増援部隊の動きをつかめておらず、それらがアレクサンドリアへ到着したことを知ると紅海方面から来たものであろうと考えた。